# Harburg (dzielnica)
Harburg, Hamburg-Harburg (dolnoniem. Horborg) — dzielnica miasta Hamburg w Niemczech, w okręgu administracyjnym Harburg.  
1 kwietnia 1938 na mocy ustawy o Wielkim Hamburgu włączony w granice miasta.
W dzielnicy mieści się Uniwersytet Techniczny Hamburg-Harburg.